# Abdrabbo Mansour Hadi
Pour les articles homonymes, voir Mansour et Hadi.
Abdrabbo Mansour Hadi (arabe : عبدربه منصور هادي  prononciation yéménite : [ˈʕæ.bed ˈrɑb.bu mænˈsˤuːr ˈhæːdi]), né le 1er septembre 1945 à Thoukaïn, dans le gouvernorat d'Abyan, est un maréchal et homme d'État yéménite, vice-président de 1994 à 2012 puis président de la république du Yémen de 2012 à 2022.

## Biographie
Abdrabbo Mansour Hadi naît en mai 1945 à Thoukaïn, village situé dans le gouvernorat d'Abyan.
Il est diplômé dans une académie militaire yéménite après avoir obtenu une bourse pour pouvoir étudier au Royaume-Uni. Il parle couramment l'anglais.
Puis il obtient une autre bourse pour pouvoir étudier en Égypte pendant six ans. Abd Rab Mansour Hadi a ensuite passé quatre ans dans une académie militaire en Union soviétique. De retour au Yémen du Sud, il occupa plusieurs postes clés dans l'armée jusqu'en 1986 lorsqu'il fuit au Yémen du Nord, précisément à Sanaa avec le président Ali Nasser Mohamed.
En mai 1994, il est nommé ministre de la Défense par le Conseil présidentiel.

## Vice-présidence
Il devint vice-président le 3 octobre 1994 après la démission du vice-président Ali Salem al-Beidh qui démissionna en devenant le chef des séparatistes du sud. Le 23 novembre 2011, il quitte son poste, étant devenu président à la suite de la Révolution yéménite de 2011.

## Présidence

### Révolution et transition
Vice-président de la République du Yémen du 3 octobre 1994, au 25 février 2012, Hadi est nommé président par intérim le 4 juin 2011 dans le cadre de la Révolution yéménite, après qu'Ali Abdallah Saleh a été blessé dans une attaque contre la mosquée al-Nahdin du palais présidentiel. Saleh demeure néanmoins le président de la République en titre et reprend ses activités le 23 septembre 2011. Cependant, Hadi ne se rend pas au palais présidentiel, qui est alors occupé par le propre fils du président, Ahmed Ali Abdallah Saleh, tandis que le clan Saleh continue de contrôler de facto le gouvernement.
Pour mettre fin aux troubles, des négociations sont menées sous la direction du Conseil de coopération du Golfe. Elles aboutissent le 23 novembre 2011 à la signature d'un accord, en Arabie saoudite. Le plan de Riyad prévoit le départ du président Saleh au profit de  Hadi, en échange de l'immunité complète pour le chef d'État sortant et tous ses proches. Au terme de trois mois de partage de pouvoir, le maréchal Hadi doit être élu pour une période de transition de deux ans, jusqu'à des élections générales planifiées pour 2014. Saleh devient donc président honoraire, et Hadi président par intérim, jusqu'à l'élection de 2012. Il est alors considéré comme un « homme de consensus »,,.
Le 21 février 2012, seul candidat lors de la première élection présidentielle au suffrage universel de l'histoire du pays, Hadi est élu président de la République avec 99,8 % des voix et une participation de 65 % de la population pour un mandat transitoire de deux ans. Le 25 février 2012, il prête serment devant le Parlement et la passation de pouvoir avec Ali Abdallah Saleh a lieu le 27 du même mois.
Le 11 septembre 2012, il décide de limoger plusieurs hauts responsables des services de sécurité considérés comme loyaux à l'ancien chef de l'État Ali Abdallah Saleh,.
En janvier 2014, son mandat est prorogé jusqu'en février 2015.

### Guerre civile
Le 20 janvier 2015, au début de la guerre civile, les rebelles Houthis prennent le palais présidentiel. Le lendemain, il signe un accord avec les Houthis sur l'amendement du projet de Constitution qui devait être présenté et sur la représentation des Houthis et des autres factions dans le gouvernement. Le conseiller du président, Ahmed Awad ben Moubarak, doit également être libéré.
Le 22 janvier 2015, il présente sa démission après que les Houthis eurent réclamé qu'un de leurs membres soit nommé comme vice-président. Sa démission est rejetée par le président du Parlement, Yahya Ali al-Raie. Les Houthis proposent alors de mettre en place un Conseil présidentiel composé de l'armée, des forces de sécurité, des comités populaires et des « composantes révolutionnaires et politiques ».
Sa démission devait être confirmée par un vote du Parlement initialement prévu pour le 25 janvier 2015 puis reporté.
Le 31 janvier 2015, alors qu'il a été placé en résidence surveillée par les Houthis, il annonce refuser de renoncer à sa démission « sous la menace des armes ».
Le 21 février 2015 après que la démission a été refusée par le Parlement et alors qu'il était en résidence surveillée à Sanaa, il prend la fuite vers Aden, ville du sud du pays et devenue par la suite capitale de facto. Il déclare qu'il demeure le président en exercice, après avoir renoncé à démissionner, et déclare que les actions des Houthis étaient « nulles et non avenues »,. Le jour-même, il déclare vouloir déplacer le dialogue à Aden. Le lendemain 22 février, il rencontre des dirigeants politiques et militaires du sud du pays.
Le 24 février 2015, dans une lettre adressée au Parlement, il renonce officiellement à démissionner. Le jour-même, il demande aux membres du gouvernement démissionnaire de le rejoindre à Aden. En réaction, les Houthis le qualifient de « fugitif » et promettent de le juger. Cette décision est rejetée par les Houthis, alors qu'elle fait l'objet de nombreuses interprétations juridiques.
Le 7 mars 2015, il annonce avoir fui Sanaa en passant par un tunnel situé dans sa résidence. Au même moment, les Houthis promettent 93 000 dollars pour sa capture. Le 25 mars 2015, son entourage annonce qu'il a quitté Aden, où les Houthis progressent, sans indiquer où il a trouvé refuge. Il se rend finalement en Arabie saoudite, sous l'escorte des Forces armées saoudiennes.
Le 27 mars 2015, il participe au sommet annuel de la Ligue arabe à Charm el-Cheikh en Égypte puis retourne en Arabie saoudite.
Le 22 septembre 2015, il retourne à Aden.
Après les attentats du 6 octobre 2015 à Aden, perpétrés par l'État islamique au Yémen, il retourne, peu après Khaled Bahah et de son gouvernement, à Aden et alors qu'il était auparavant en exil à Riyad jusqu'en novembre 2015.
Le 21 octobre 2015, réunie à Riyad, une partie du bureau politique du CGP, dont le vice-président ben Dagher qui venait de faire défection et avait rejoint le gouvernement yéménite en exil, limoge Ali Abdallah Saleh de son poste de président et nomme Hadi à sa place.
Le 4 décembre 2015 à Sanaa, une enquête est lancée par un juge pro-Houthis à l'encontre de cadres du gouvernement yéménite, dont le président Hadi, son conseiller Ahmed Awad ben Moubarak et l'ancien ministre des Affaires étrangères Riad Yassine, pour « corruption » et « conspiration contre le peuple »,. Le 25 mars 2017, il est « condamné à mort » par un tribunal contrôlé par les Houthis pour « haute trahison » pour avoir « usurpé le titre de président à l'issue de son mandat, participé à l'agression du Yémen et avoir porté atteinte à l'intégrité territoriale de la République yéménite ». En mai 2017, des milliers de personnes se sont rassemblés à Aden, pour protester contre le président Abdrabbo Mansour Hadi.
En novembre 2017, en conflit avec les Émirats arabes unis, il aurait été mis en résidence surveillée par l'Arabie saoudite, qui l'empêcherait de revenir à Aden.

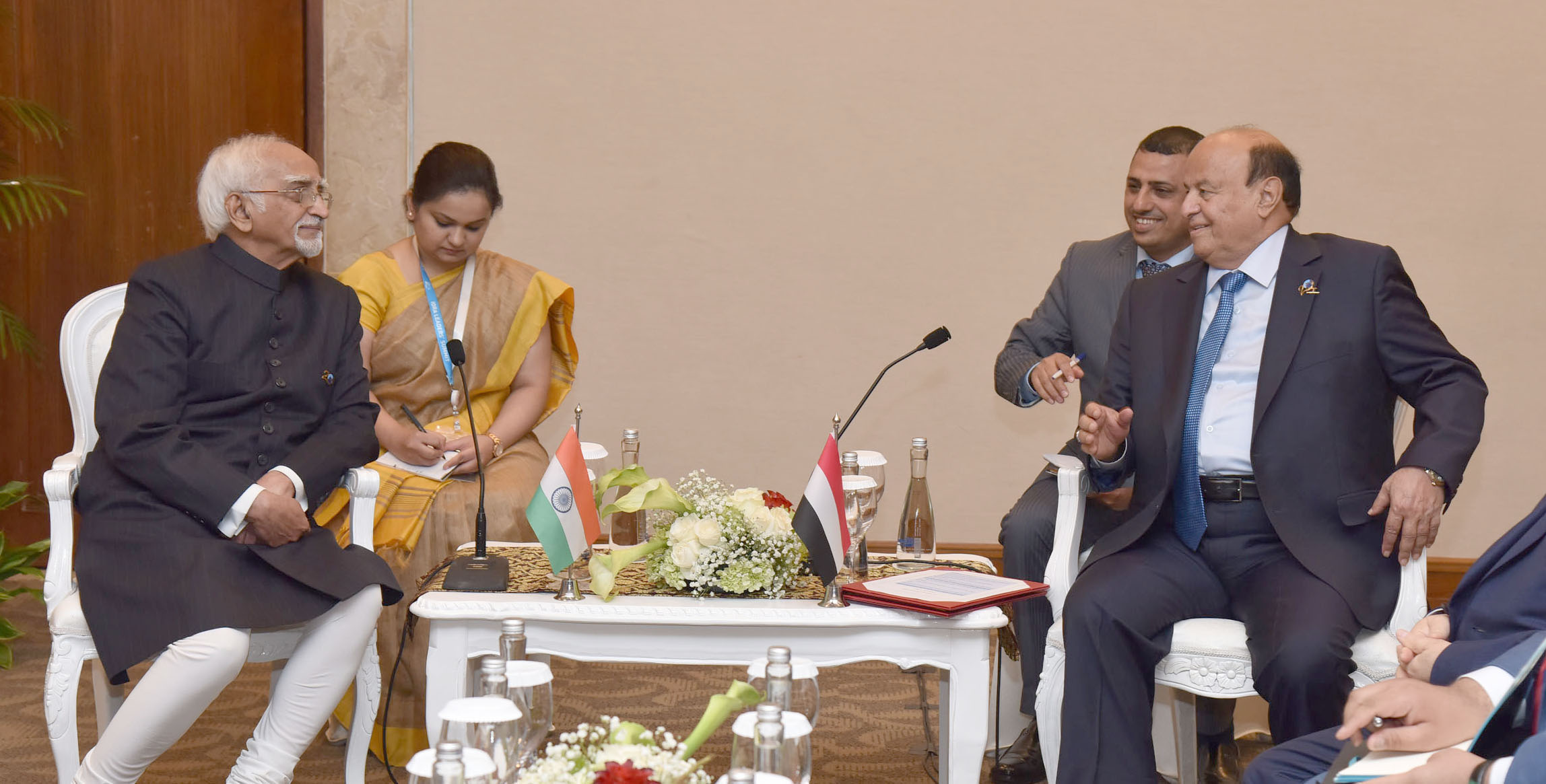
Hadi (à droite) en déplacement en Inde (2018).

Le 21 janvier 2018, le Conseil de transition du Sud adresse un ultimatum de sept jours au président Hadi pour limoger le gouvernement d'Ahmed ben Dagher, qu'ils accusent de « corruption », et le remplacer par un gouvernement de technocrates, sans quoi il nommerait son propre gouvernement.
Le 28 janvier 2018, peu après l'expiration de l'ultimatum, les séparatistes prennent le contrôle du siège du gouvernement. Le 30 janvier, les forces fidèles au STC contrôlent la quasi-totalité de la ville. En fin de journée, les combats cessent, après une médiation de la coalition. À l'issue de ces négociations, les séparatistes rendent trois bases militaires à l'armée, et lèvent le siège du palais présidentiel al-Maachiq.
Le 25 mars 2018, une faction du Congrès général du peuple l'a confirmé dans ses fonctions à la tête de celui-ci.
À partir de 2015, dans le contexte de la guerre civile yéménite, les Émirats arabes unis commencent à administrer de fait l'île de Socotra, construisant de nouvelles infrastructures, des réseaux de télécommunication, demandant aux habitants de signer des contrats de travail avec eux, font leurs propres recensement des populations locales, puis, en 2018, se déploient militairement sur l'île, ce que condamne le gouvernement yéménite, au nom de sa souveraineté sur l'île. Le 13 mai, des troupes saoudiennes débarquent à leur tour, à la demande du gouvernement yéménite pour former ses troupes, puis les deux forces se retirent au profit de l'armée gouvernementale dès le lendemain 14 mai.

### Départ du pouvoir
Le 7 avril 2022, il transfère ses pouvoirs présidentiels à un Conseil de direction présidentiel dirigé par Rachad al-Alimi.
Pour François Frison-Roche, chercheur au Centre national de la recherche scientifique (CNRS) et spécialiste du Yémen, « Abdrabbo Mansour Hadi était un président fictif. Il vit isolé, en exil, dans un palais mis à sa disposition en Arabie Saoudite. Et il ne jouit d'aucune légitimité. En 2012, il a été élu alors qu'il était le seul candidat. À l'origine, son mandat devait durer deux ans. Depuis, aucune élection n'a été organisée à cause des combats ».
Il reste hébergé dans sa résidence en Arabie saoudite et y reçoit le 22 mai 2023 l'ancien ministre de la Défense al-Soubeihi, libéré le mois précédent.